# 7 životů
7 životů (v anglickém originále What Happened to Monday, nebo také Seven Sisters v Kanadě, Francii, Španělsku, Portugalsku, Itálii, Polsku, Slovensku a Japonsku) je americký sci-fi thriller z roku 2018. Režisérem filmu je Tommy Wirkola. Hlavní role ve filmu ztvárnili Noomi Rapace, Willem Dafoe, Glenn Close a Marwan Kenzari.

## Děj
Děj filmu se odehrává v roce 2073, kdy z důvodu přelidnění planety platí zákon o přídělu dětí, který dovoluje jen jedno dítě na rodinu. Každý další potomek je rodině odebrán a uveden do umělého spánku do doby, než se situace na Zemi zlepší. Tento systém vymyslela a prosadila bioložka Nicolette Caymanová (Glenn Close).
Do této doby se narodí sedm sester, o které se musí starat, po úmrtí matky při porodu, jejich dědeček (Willem Dafoe). Již třicet let se skrývají v jednom bytě a pro pohyb venku se musí vydávat za jednu osobu – Karen Settmanovou (Noomi Rapace). Každá ze sester může vycházet z domu jen jednou týdně a na konci dne se vždy vrátit. Tento způsob života jim vydrží do doby, než se jedna ze sester domů nevrátí.

## Obsazení
| Noomi Rapace             | Karen Settmanová    |
| Glenn Close              | Nicolette Caymanová |
| Willem Dafoe             | Terrence Settman    |
| Marwan Kenzari           | Adrian Knowles      |
| Christian Rubeck         | Joe                 |
| Pål Sverre Valheim Hagen | Jerry               |